# رموونا (کانزاس)
رموونا (به انگلیسی: Ramona) شهری در ایالت کانزاس کشور ایالات متحده آمریکا است که جمعیت آن در سرشماری سال ۲۰۱۰ میلادی، ۱۸۷ نفر بوده‌است.